# Nader Masmoudi
Pour les articles homonymes, voir Masmoudi (homonymie).
Nader Masmoudi, né en 1974 à Sfax, est un mathématicien tunisien, le premier et seul médaillé d'or de son pays aux Olympiades internationales de mathématiques en 1992. Il est professeur de mathématiques à l'université de New York,.

## Biographie
Né en 1974 à Sfax, élève du lycée pilote Bourguiba de Tunis, Nader Masmoudi est sélectionné deux fois pour représenter la Tunisie aux Olympiades internationales de mathématiques en 1991 et 1992 : en 1991, il obtient un total de 28 sur 42 et décroche une médaille de bronze ; en 1992, il devient le premier Arabe et Africain à remporter une médaille d'or aux Olympiades, en obtenant un total de 34 sur 42,. 
Après avoir obtenu son baccalauréat en mathématiques, il part poursuivre ses études en France, au lycée Louis-le-Grand. Dans ce lycée, il termine ses études en 1994 en décrochant la première place au concours de l'École normale supérieure de Paris et au concours de l'École polytechnique. Cette performance lui vaut la même année le prix du président de la République tunisienne pour les lauréats de l'enseignement supérieur. Choisissant de poursuivre ses études à l'École normale supérieure de Paris, il y obtient une maîtrise en mathématiques en 1996,.
Il étudie ensuite à l'université Paris-Dauphine où il obtient un doctorat en mathématiques en 1999 sous la supervision de Pierre-Louis Lions et portant sur les Problèmes asymptotiques en mécanique des fluides, et une habilitation en mathématiques en 2000.
Après ses études, Masmoudi commence sa carrière scientifique à l'unité CEREMADE de Paris-Dauphine, avant de s'installer à New York. Il travaille à partir de 2002 comme chercheur en mathématiques au Courant Institute of Mathematical Sciences de l'université de New York et, à partir de 2008, comme professeur dans le même institut, qui enseigne surtout l'analyse fonctionnelle, la géométrie différentielle et les nombres complexes, participe à certains projets de recherche comme le Mathematics Genealogy Project et encadre certains doctorants de son institution universitaire.
En 2011, il reçoit la médaille du meilleur article scientifique publié dans les Annales Henri Poincaré, et en 2012, il obtient une bourse de recherche de la part de la Fondation nationale pour la science.
En 2014, il fait une présentation intitulée The two brothers: Landau damping and inviscid damping durant le symposium de la médaille Fields qui est organisé annuellement pour présenter les travaux d'un médaillé très récent et ses références scientifiques. Il est aussi nommé un chercheur honoraire à l'Institut de mathématiques Clay en automne de la même année.
En 2015, il est le lauréat de la chaire d'excellence de la Fondation sciences mathématiques de Paris.
En 2017, il reçoit, conjointement avec l’Allemand Simon Brendle, le Prix Fermat 2017 « pour ses travaux remarquables de profondeur et de créativité en analyse des équations aux dérivées partielles non-linéaires et en particulier pour ses contributions récentes à la résolution rigoureuse et complète de problèmes de stabilité hydrodynamique soulevés dès la fin du XIXe siècle par les pères fondateurs de la mécanique des fluides moderne ».

## Domaines d'intérêt
Durant son long séjour à Paris, Nader Masmoudi étudie les équations de Navier-Stokes,,. En partant pour les États-Unis, il montre de l'intérêt pour le développement des travaux de Lev Landau à propos de l'amortissement Landau, et de Leonhard Euler à propos de la statique des fluides,,. Ces travaux à propos des équations hydrostatiques sont appréciés par certains scientifiques, comme Cédric Villani, lauréat de la médaille Fields en 2010, et ami de Masmoudi.

## Publications
Nader Masmoudi publie plusieurs articles dans des journaux de référence à partir de 1997. Ses travaux évoquent les probabilités, l'analyse et la géométrie, certaines de ces publications étant réalisées avec la collaboration de certains scientifiques de référence comme Pierre-Louis Lions. Cédric Villani estime que Masmoudi a publié plus de 100 articles mathématiques dans des revues d'excellence avec plus de cinquante collaborateurs distincts jusqu'en 2010.

### Anglais
- (en) Pierre-Louis Lions et Nader Masmoudi, « Incompressible limit for a viscous compressible fluid », Journal de mathématiques pures et appliquées, vol. 77, no 6,‎ 1998, p. 585-627 (ISSN 0021-7824, lire en ligne, consulté le 4 octobre 2015).
- (en) Pierre-Louis Lions et Nader Masmoudi, « Global solutions for some Oldroyd models of non-Newtonian flows », Chinese Annals of Mathematics, vol. 21, no 2,‎ 2000, p. 131-146.
- (en) Jean-Yves Chemin et Nader Masmoudi, « About lifespan of regular solutions of equations related to viscoelastic fluids », SIAM J. Numer. Anal., vol. 33, no 1,‎ 2001, p. 84-112 (ISSN 0036-1429, lire en ligne, consulté le 4 octobre 2015).
- (en) Pierre-Louis Lions et Nader Masmoudi, « From the Boltzmann Equations to the Equations of Incompressible Fluid Mechanics », Archive for Rational Mechanics and Analysis, vol. 158, no 3,‎ 2001, p. 173-193 (ISSN 0003-9527, lire en ligne, consulté le 4 octobre 2015).

### Français
- Pierre-Louis Lions et Nader Masmoudi, « Unicité des solutions faibles de Navier-Stokes dans L N (Ω) », Comptes rendus hebdomadaires des séances de l'Académie des sciences, vol. 327, no 5,‎ 1998, p. 491-496 (ISSN 0003-9527, lire en ligne, consulté le 4 octobre 2015).
- Pierre-Louis Lions et Nader Masmoudi, « Une approche locale de la limite incompressible », Comptes rendus de l'Académie des sciences, vol. 329, no 5,‎ 1999, p. 387-392 (ISSN 0003-9527, lire en ligne, consulté le 4 octobre 2015).